# Liste der Länderspiele der estnischen Fußballnationalmannschaft der Frauen

Logo des estnischen Fußballverbandes Eesti Jalgpalli Liit (EJL)

Die estnische Fußballnationalmannschaft der Frauen bestritt ihr erstes Länderspiel am 19. August 1994 gegen Litauen. Dies ging mit 0:3 verloren. Seitdem gehört die Nationalmannschaft zu den schwächeren Teams und konnte selten ein Spiel gewinnen. Der erste Länderspielsieg gelang im 16. Spiel am 30. August 1997 gegen die Türkei.

## Legende
Dieser Abschnitt dient als Legende für die nachfolgenden Tabellen.
- WM = Weltmeisterschaft
- EM = Europameisterschaft
- n. V. = nach Verlängerung
- i. E. = im Elfmeterschießen
- Gegner = fett markierte Gegner waren zum Zeitpunkt des Spiels amtierender Meister ihrer Konföderation, mit Stern markierte Gegner waren zum Zeitpunkt des Spiels amtierender Weltmeister
- grüne Hintergrundfarbe = Sieg der estnischen Mannschaft
- rote Hintergrundfarbe = Niederlage der estnischen Mannschaft
- gelbe Hintergrundfarbe = Remis (Unentschieden)

## 1994 bis 1999
| Aufstellung |
| Tor Maaren Olander Abwehr Gerlin Naisson, Andra Karpin (46. Varje Tugim), Krista Teinveld, Irja Reedik Mittelfeld Reelika Vajer (73. Signe Müürsoo), Annika Tammela (73. Helen Ree), Kadri Kimsen, Kady Kalvet Sturm Aire Lepik, Kaire Kaljurand (41. Kristlin Pöbö) |

| Aufstellung |
| Tor Maaren Olander Abwehr Gerlin Naisson, Andra Karpin, Irja Reedlik, Sigrit Laas Mittelfeld Reelika Vaher, Varje Tugim, Ethel Jäärats, Elis Meetua (60. Annika Tammela), Kady Valvet (60. Helen Ree) Sturm Aire Lepik |

| Aufstellung |
| Tor Maaren Olander Abwehr Gerlin Naisson (52. Varje Tugim), Andra Karpin (61. Marika Ilves), Marje Rannu Mittelfeld Sigrit Laas, Ethel Jäärats, Signe Müürsoo (73. Elis Meetua), Reelika Vaher, Annika Tammela Sturm Kaire Kaljurand, Aire Lepik |

| Aufstellung |
| Tor Maaren Olander Abwehr Gerlin Naisson (72. Elis Meetua), Andra Karpin, Marje Rannu, Sigrit Laas Mittelfeld Ethel Jäärats, Signe Müürsoo (9. Varje Tugim), Reelika Vaher (46. Kadri Pihl), Annika Tammela Sturm Kaire Kaljurand, Aire Lepik |

| Aufstellung |
| Tor Maaren Olander Abwehr Gerlin Naisson, Andra Karpin (90. Signe Müürsoo), Marje Rannu, Sigrit Laas Mittelfeld Ethel Jäärats, Varje Tugim, Reelika Vaher (75. Elis Meetua), Annika Tammela Sturm Kristi Kais (46. Kaire Kaljurand), Aire Lepik |

| Aufstellung |
| Tor Marika Ilves Abwehr Gerlin Naisson (73. Andra Karpin), Marje Rannu, Varje Tugim, Sigrit Laas Mittelfeld Annika Tammela, Reelika Vaher (78. Tiina Hodakov), Ethel Jäärats Sturm Kaire Kaljurand (46. Kady Kalvet), Aire Lepik, Helen Ree Tore: Lepik (82.) |

| Aufstellung |
| Tor Marika Ilves Abwehr Gerlin Naisson, Marje Rannu, Varje Tugim, Sigrit Laas Mittelfeld Annika Tammela, Reelika Vaher, Ethel Jäärats, Andra Karpin (70. Kaire Kaljurand) Sturm Aire Lepik, Helen Ree |

| Aufstellung |
| Tor Maaren Olander Abwehr Gerlin Naisson, Marje Rannu (68. Signe Müürsoo), Varje Tugim, Sigrit Laas Mittelfeld Annika Tammela, Reelika Vaher (88. Kaire Kaljurand), Ethel Jäärats, Andra Karpin (73. Marika Ilves) Sturm Aire Lepik, Helen Ree |

| Aufstellung |
| Tor Maaren Olander Abwehr Gerlin Naisson (67. Marika Ilves), Marje Rannu, Varje Tugim, Sigrit Laas Mittelfeld Annika Tammela, Reelika Vaher (37. Kaire Kaljurand), Ethel Jäärats, Andra Karpin (84. Heleri Saar) Sturm Signe Müürsoo, Helen Ree |

| Aufstellung |
| Tor Maaren Olander Abwehr Gerlin Naisson (67. Kaire Kimsen), Marje Rannu, Varje Tugim, Marika Ilves Mittelfeld Annika Tammela, Kaire Kaljurand, Ethel Jäärats, Andra Karpin (59. Elis Meetua) Sturm Signe Müürsoo, Helen Ree (71. Rano Normatova) |

| Aufstellung |
| Tor Maaren Olander Abwehr Gerlin Naisson (80. Kadri Kimsen), Marje Rannu, Kaire Kaljurand, Signe Müürsoo Mittelfeld Tiina Hodakov, Reelika Vaher (71. Irja Reedik), Ethel Jäärats, Anastassia Morkovkina Sturm Aire Lepik (75. Andra Karpin), Gina Paalo |

| Aufstellung |
| Tor Maaren Olander Abwehr Gerlin Naisson, Marje Rannu, Kaire Kaljurand, Signe Müürsoo Mittelfeld Tiina Hodakov, Reelika Vaher, Ethel Jäärats, Anastassia Morkovkina (55. Annika Tammela) Sturm Aire Lepik (51. Irja Reedik), Gina Paalo (46. Andra Karpin) |

| Aufstellung |
| Tor Maaren Olander Abwehr Signe Müürsoo, Marje Rannu, Andra Karpin, Varje Tugim Mittelfeld Annika Tammela, Reelika Vaher, Irja Reedik, Kaire Kaljurand Sturm Anastassia Morkovkina, Tiina Hodakov Tore: Morkovkina (62.), Karpin (79.) |

| Aufstellung |
| Tor Maaren Olander Abwehr Heleri Saar, Marje Rannu, Andra Karpin, Annika Tammela Mittelfeld Reelika Vaher (87. Kaire Kimsen), Kerttu Kuusik (78. Kadri Kimsen), Irja Reedik Sturm Kaire Kaljurand, Anastassia Morkovkina (61. Katrin Tuse), Tiina Hodakov |

| Aufstellung |
| Tor Maaren Olander Abwehr Heleri Saar (Kaire Kimsen), Marje Rannu, Andra Karpin (Kadri Kimsen) Mittelfeld Signe Müürsoo, Annika Tammela (87. Katrin Tuse), Reelika Vaher, Irja Reedik Sturm Kaire Kaljurand, Anastassia Morkovkina, Tiina Hodakov (Varje Tugim) Tore: Morkovkina (2.) |

| Aufstellung |
| Tor Maaren Olander (46. Elis Meetua) Abwehr Heleri Saar, Marje Rannu (60. Kaire Kimsen), Andra Karpin (76. Tiina Mändla), Signe Müürsoo Mittelfeld Annika Tammela (57. Varje Tugim), Reelika Vaher, Irja Reedik, Kaire Kaljurand Sturm Anastassia Morkovkina, Tiina Hodakov (51. Kerttu Kuusik) Tore: Kaljurand (11.), Morkovkina (15.), Vaher (36./Elm., 45.), Tammela (38.) |

| Aufstellung |
| Tor Maaren Olander Abwehr Heleri Saar (83. Kaire Kimsen), Marje Rannu, Andra Karpin (46. Ethel Jäärats) Mittelfeld Signe Müürsoo (53. Varje Tugim), Annika Tammela, Reelika Vaher, Irja Reedik Sturm Kaire Kaljurand, Anastassia Morkovkina, Tiina Hodakov Tore: Vaher (87.) |

| Aufstellung |
| Tor Maaren Olander Abwehr Heleri Saar, Andra Karpin (81. Varje Tugim), Marje Rannu, Irja Reedik Mittelfeld Gina Paalo, Annika Tammela, Tiina Hodakov (61. Ethel Jäärats), Reelika Vaher (89. Kerttu Kuusik) Sturm Kaire Kaljurand, Anastassia Morkovkina |

| Aufstellung |
| Tor Maaren Olander Abwehr Heleri Saar, Marje Rannu, Andra Karpin, Kaire Kaljurand Mittelfeld Gina Paalo (80. Kaire Kimsen), Annika Tammela, Inna Dubrovina, Reelika Vaher Sturm Tiina Hodakov (88. Anna Karjagina), Anastassia Morkovkina |

| Aufstellung |
| Tor Maaren Olander Abwehr Heleri Saar, Marje Rannu, Irja Reedik, Andra Karpin (83. Anna Karjagina), Annika Tammela Mittelfeld Reelika Vaher, Inna Dubrovina (75. Kerttu Kuusik), Kaire Kaljurand Sturm Anastassia Morkovkina, Tiina Hodakov (88. Katrin Tuse) Tore: Morkovkina (15., 79.), Karpin (20.) |

| Aufstellung |
| Tor Elis Meetua Abwehr Heleri Saar (83. Ingrid Pihela), Andra Karpin, Maria Filatova, Annika Tammela Mittelfeld Reelika Vaher (68. Irja Reedik), Kaire Kimsen (83. Inna Dubrovina), Kadri Kimsen, Kerttu Kuusik Sturm Kaire Kaljurand, Anastassia Morkovkina Tore: Vaher (22./Elfm.) |

| Aufstellung |
| Tor Elis Meetua Abwehr Heleri Saar (28. Irja Reedik), Andra Karpin, Maria Filatova, Annika Tammela Mittelfeld Reelika Vaher, Kaire Kimsen, Kadri Kimsen, Kerttu Kuusik Sturm Kaire Kaljurand (74. Katrin Tuse), Anastassia Morkovkina |

| Aufstellung |
| Tor Elis Meetua Abwehr Heleri Saar (46. Inna Dubrovina), Irja Reedik, Andra Karpin, Maria Filatova Mittelfeld Annika Tammela, Kaire Kimsen (63. Tiina Mändle), Kadri Kimsen, Kerttu Kuusik Sturm Kaire Kaljurand (77. Katrin Tuse), Anastassia Morkovkina Tore: Morkovkina (51., 88.) |

| Aufstellung |
| Tor Elis Meetua Abwehr Heleri Saar, Andra Karpin (46. Katrin Tuse), Maria Filatova, Annika Tammela Mittelfeld Kaire Kimsen (60. Inna Dubrovina), Kadri Kimsen, Kerttu Kuusik, Reelika Vaher Sturm Kaire Kaljurand, Anastassia Morkovkina Tore: Kuusik (8.) |

## 2000 bis 2009
| Aufstellung |
| Tor Elis Meetua Abwehr Heleri Saar (66. Signe Müürsoo), Maria Filatova, Geit Prants, Annika Tammela Mittelfeld Kaire Kimsen (64. Irja Reedik), Ingrid Pihela (74. Inna Dubrovina), Kadri Kimsen, Reelika Vaher Sturm Kaire Kaljurand, Anastassia Morkovkina |

| Aufstellung |
| Tor Elis Meetua Abwehr Kristina Reinoltsas, Maria Filatova, Geit Prants, Annika Tammela Mittelfeld Kaire Kimsen, Ingrid Pihela (46. Reelika Vaher), Inna Dubrovina (58. Rano Normatova), Kadri Kimsen Sturm Anastassia Morkovkina, Marlen Kori Tore: Morkovkina (19./Elfm.) |

| Aufstellung |
| Tor Marina Karzetskaja Abwehr Rutt Urbsalu, Maria Filatova, Monika Vehlmann (69. Merlyn Mletsin), Geit Prants, Annika Tammela Mittelfeld Kaire Kimsen, Maarja Vinkel, Ave Pajo (79. Kaidi Jekimova) Sturm Anastassia Morkovkina, Marlen Kori |

| Aufstellung |
| Tor Marina Karzetskaja Abwehr Rutt Urbsalu (66. Monika Vehlmann), Maria Filatova, Merlyn Mletsin, Geit Prants Mittelfeld Annika Tammela, Kaire Kimsen, Ave Pajo, Maarja Vinkel (68. Kaidi Jekimova) Sturm Anastassia Morkovkina, Marlen Kori Tore: Morkovkina (87.) |

| Aufstellung |
| Tor Marina Karzetskaja Abwehr Maria Filatova, Maarika Leets (36. Andra Karpin), Merlyn Mletsin, Geit Prants Mittelfeld Heleri Saar, Ave Pajo, Ingrid Pihela, Irja Reedik Sturm Anastassia Morkovkina, Marlen Kori (69. Kaidi Jekimova) Tore: Mletsin (87.), Morkovkina (89.) |

| Aufstellung |
| Tor Marina Karzetskaja Abwehr Maria Filatova, Maarika Leets (57. Marlen Kori), Geit Prants, Heleri Saar Mittelfeld Kaidi Jekimova, Merlyn Mletsin, Irja Reedik, Anastassia Morkovkina SturmAve Pajo, Reelika Vaher (60. Ingrid Pihela) |

| Aufstellung |
| Tor Marina Karzetskaja Abwehr Maria Filatova, Irja Reedik, Geit Prants, Heleri Saar Mittelfeld Kristina Reinoltsas, Kaidi Jekimova, Merlyn Mletsin, Anastassia Morkovkina (29. Katrin Tuse) Sturm Kaire Palmaru (76. Ave Pajo), Katrin Tuulik (46. Marlen Kori) Tore: Kori (90.) |

| Aufstellung |
| Tor Marina Karzetskaja Abwehr Maria Filatova, Irja Reedik, Geit Prants, Heleri Saar Mittelfeld Kristina Reinoltsas, Kaidi Jekimova (46. Varje Tugim), Merlyn Mletsin (81. Katrin Tuse) Sturm Anastassia Morkovkina, Kaire Palmaru (56. Maarika Leets), Ave Pajo |

| Aufstellung |
| Tor Marina Karzetskaja Abwehr Varje Tugim (65. Kristina Reinoltsas), Kaire Kimsen, Maria Filatova, Maarika Leets Mittelfeld Gerlin Naisson, Kaidi Jekimova, Ingrid Pihela, Merlyn Mletsin Sturm Kaire Palmaru (76. Jekaterina Pashkevits), Katrin Tuse (89. Moonika Pihelgas) |

| Aufstellung |
| Tor Elis Meetua Abwehr Varje Tugim, Maarika Leets, Heleri Saar, Maria Filatova Mittelfeld Gerlin Naisson, Kaidi Jekimova, Ingrid Pihela (74. Kaire Palmaru), Merlyn Mletsin Sturm Annika Tikk (80. Jekaterina Pashkevits), Katrin Tuse (61. Kristina Reinoltsas) |

| Aufstellung |
| Tor Elis Meetua Abwehr Varje Tugim, Geit Prants, Heleri Saar, Kaire Kimsen (67. Ave Pajo) Mittelfeld Marina Filatova, Kaidi Jekimova, Irja Reedik (79. Jekaterina Pashkevits) Sturm Merlyn Mletsin (58. Maarika Leets), Annika Tikk, Anastassia Morkovkina |

| Aufstellung |
| Tor Elis Meetua Abwehr Varje Tugim, Kaire Kimsen (87. Merlyn Mletsin), Heleri Saar (74. Maarika Leets), Geit Prants Mittelfeld Maria Filatova, Kaidi Jekimova, Irja Reedik, Kaire Palmaru (46. Ave Pajo) Sturm Anastassia Morkovkina, Annika Tikk Tore: Reedik (39.) |

| Aufstellung |
| Tor Elis Meetua (46. Marina Karzetskaja) Abwehr Maris Mäes, Maria Filatova, Moonika Pihelgas, Varje Tugim, Kaidi Jekimova Mittelfeld Ingrid Pihela, Marlen Kori, Inna Dubrovina Sturm Anastassia Morkovkina, Ave Pajo (14. Katrin Tuse / 62. Kaire Palmaru) Tore: Pihela |

| Aufstellung |
| Tor Elis Meetua Abwehr Heleri Saar, Maria Filatova, Ingela Viks, Maarika Leets Mittelfeld Annika Tikk (54. Ingrid Pihela), Kaidi Jekimova, Irja Reedik, Reelika Vaher Sturm Inna Dubrovina (89. Katrin Kaarna), Anastassia Morkovkina (77. Liis Saharov) |

| Aufstellung |
| Tor Elis Meetua (50. Marina Karzetskaja) Abwehr Gerlin Naisson (60. Ingela Viks), Andra Karpin, Heleri Saar, Merli Kaljuve Mittelfeld Inna Dubrovina (67. Teele Korshakov), Reelika Vaher (46. Kätlin Hein), Kaire Palmaru, Kaidi Jekimova Sturm Ave Pajo (66. Evelin Harjakas), Anastassia Morkovkina (66. Annika Tikk) Tore: Dubrovina (28.), Morkovkina (44.), Pajo (45.), Karpin (55.) |

| Aufstellung |
| Tor Elis Meetua Abwehr Ingela Viks, Andra Karpin (80. Evelin Harjakas), Heleri Saar, Anna Vaher Mittelfeld Inna Dubrovina, Kätlin Hein (35. Teele Korshakov), Kaire Palmaru, Kaidi Jekimova Sturm Ave Pajo (57. Annika Tikk), Anastassia Morkovkina Tore: Morkovkina (34.) |

| Aufstellung |
| Tor Elis Meetua Abwehr Maria Filatova, Andra Karpin, Heleri Saar, Gerlin Naisson (90. Teele Korshakov) Mittelfeld Inna Dubrovina (68. Merli Kaljuve), Kaire Palmaru, Reelika Vaher (80. Annika Tikk) Sturm Kaidi Jekimova, Anastassia Morkovkina, Ave Pajo Tore: Pajo (34.) |

| Aufstellung |
| Tor Elis Meetua Abwehr Maria Filatova (90.+1 Anna Vaher), Andra Karpin, Heleri Saar, Gerlin Naisson Mittelfeld Inna Dubrovina, Kaire Palmaru, Reelika Vaher, Kaidi Jekimova Sturm Anastassia Morkovkina, Ave Pajo (85. Annika Tikk) Tore: Morkovkina (12., 43.), Pajo (52.) |

| Aufstellung |
| Tor Elis Meetua Abwehr Gerlin Naisson, Anna Vaher, Maria Filatova, Heleri Saar (70. Aljona Sasova) Mittelfeld Monika Vehlmann (77. Annika Tikk), Rano Normatova (79. Liis Saharov), Katrin Kaarna, Reelika Vaher Sturm Kaidi Jekimova, Ave Pajo Tore: R. Vaher (69.) |

| Aufstellung |
| Tor Elis Meetua Abwehr Monika Vehlmann (Marika Ilves), Maria Filatova, Andra Karpin (Anna Vaher), Heleri Saar Mittelfeld Kaidi Jekimova (Annika Sillaots), Reelika Vaher, Kaire Palmaru, Kätlin Hein (Liis Saharov) Sturm Anastassia Morkovkina, Annika Tikk (Aljona Sasova) Tore: Morkovkina (2), Tikk, Karpin, Jekimova |

| Aufstellung |
| Tor Elis Meetua Abwehr Monika Vehlmann, Maria Filatova, Andra Karpin (Anna Vaher), Heleri Saar Mittelfeld Kaidi Jekimova (Annika Sillaots), Reelika Vaher, Kaire Palmaru, Kätlin Hein (Liis Saharov) Sturm Anastassia Morkovkina (Marika Ilves), Annika Tikk (Aljona Sasova) Tore: Morkovkina (34., 73.), Sasova (85.) |

| Aufstellung |
| Tor Elis Meetua Abwehr Monika Vehlmann, Maria Filatova, Heleri Saar, Andra Karpin (87. Anna Vaher) Mittelfeld Kaidi Jekimova, Kaire Palmaru, Reelika Vaher, Liisa Lilleste (71. Liis Saharov) Sturm Anastassia Morkovkina, Ave Pajo (78. Annika Tikk) Tore: Morkovkina (72.) |

| Aufstellung |
| Tor Elis Meetua Abwehr Monika Vehlmann, Maria Filatova, Heleri Saar, Marika Ilves (68. Gerlin Naisson) Mittelfeld Kaidi Jekimova, Reelika Vaher (77. Anna Vaher), Kaire Palmaru, Liisa Lilleste Sturm Annika Tikk (63. Anastassia Morkovkina), Ave Pajo |

| Aufstellung |
| Tor Elis Meetua (Marina Karzetskaja) Abwehr Gerlin Naisson, Heleri Saar, Hannaliis Jaadla, Marika Ilves Mittelfeld Liisa Lilleste, Kaire Palmaru, Irja Koikson, Kaidi Jekimova Sturm Anastassia Morkovkina, Ave Pajo Eingewechselt (Anna Vaher, Olga Tsuiko, Aljona Sasova, Kethy Öunpuu, Kätlin Hein, Liis Saharov) Tore: Pajo (2), Lilleste, Morkovkina |

| Aufstellung |
| Tor Elis Meetua Abwehr Gerlin Naisson, Heleri Saar, Hannaliis Jaadla, Marika Ilves, Liise Lilleste Mittelfeld Kaire Palmaru, Irja Koikson, Kaidi Jekimova, Anastassia Morkovkina Sturm Ave Pajo Eingewechselt (Anna Vaher, Olga Tsuiko, Aljona Sasova, Kethy Öunpuu, Kätlin Hein) Tore: Morkovkina |

| Aufstellung |
| Tor Elis Meetua Abwehr Gerlin Naisson, Maria Filatova, Heleri Saar, Hannaliis Jaadla Mittelfeld Liisa Lilleste (90. Kethy Öunpuu), Anastassia Morkovkina, Irja Koikson, Kaire Palmaru Sturm Kaidi Jekimova (86. Olga Tsuiko), Reelika Vaher (77. Aljona Sasova) Tore: Morkovkina (19., 39.) |

| Aufstellung |
| Tor Elis Meetua Abwehr Marika Ilves, Hannaliis Jaadla (87. Kethy Öunpuu), Kaidi Jekimova, Irja Koikson Mittelfeld Anastassia Morkovkina, Gerlin Naisson, Kaire Palmaru (65. Maria Filatova), Heleri Saar Sturm Aljona Sasova (76. Olga Tsuiko), Reelika Vaher Tore: Morkovkina (59.) |

| Aufstellung |
| Tor Elis Meetua Abwehr Maria Filatova, Hannaliis Jaadla, Andra Karpin, Monika Vehlmann Mittelfeld Kaidi Jekimova, Kaire Palmaru, Reelika Vaher, Liisa Lilleste Sturm Anastassia Morkovkina, Ave Pajo Tore: Morkovkina (2), Jekimova (Elfm.) |

| Aufstellung |
| Tor Elis Meetua Abwehr Hannaliis Jaadla, Maria Filatova, Heleri Saar, Andra Karpin Mittelfeld Liisa Lilleste, Anastassia Morkovkina, Kaire Palmaru, Reelika Vaher Sturm Kaidi Jekimova, Ave Pajo (77. Liis Saharov) |

| Aufstellung |
| Tor Elis Meetua Abwehr Hannaliis Jaadla, Maria Filatova, Heleri Saar, Andra Karpin Mittelfeld Liisa Lilleste, Anastassia Morkovkina, Kaire Palmaru, Reelika Vaher, Kaidi Jekimova Sturm Ave Pajo |

| Aufstellung |
| Tor Elis Meetua (Marina Karzetskaja) Abwehr Hannaliis Jaadla, Maria Filatova, Andra Karpin (Gerlin Naisson), Heleri Saar Mittelfeld Liise Lilleste, Kaire Palmaru, Reelika Vaher (Monika Vehlmann), Kaidi Jekimova (Annika Sillaots) Sturm Anastassia Morkovkina (Aljona Sasova), Ave Pajo Tore: Pajo (3), Morkovkina, Lilleste |

| Aufstellung |
| Tor Elis Meetua Abwehr Hannaliis Jaadla, Maria Filatova, Andra Karpin (Gerlin Naisson), Heleri Saar Mittelfeld Liisa Lilleste, Kaire Palmaru, Reelika Vaher (Monika Vehlmann), Kaidi Jekimova Sturm Anastassia Morkovkina (Aljona Malets), Ave Pajo (Aljona Sasova) Tore: Jekimova (Elfm.), R. Vaher, Palmaru |

| Aufstellung |
| Tor Elis Meetua Abwehr Hannaliis Jaadla, Maria Filatova, Heleri Saar, Andra Karpin (Gerlin Naisson) Mittelfeld Liisa Lilleste (Liis Saharov), Anastassia Morkovkina, Kaire Palmaru, Reelika Vaher Sturm Kaidi Jekimova, Ave Pajo (Aljona Sasova) Tore: R. Vaher (7.), Pajo (34.), Morkovkina (42.) |

| Aufstellung |
| Tor Elis Meetua Abwehr Hannaliis Jaadla (82. Liis Saharov), Maria Filatova, Heleri Saar, Monika Vehlmann (66. Gerlin Naisson) Mittelfeld Liisa Lilleste, Aljona Sasova, Kaire Palmaru (86. Margarita Zernosekova), Reelika Vaher Sturm Kaidi Jekimova, Ave Pajo |

| Aufstellung |
| Tor Marina Karzetskaja Abwehr Olga Tsuiko, Hannaliis Jaadla, Heleri Saar (55. Monika Vehlmann), Kaire Palmaru Mittelfeld Anastassia Morkovkina (67. Kethy Öunpuu), Reelika Vaher (78. Karina Puks), Kaidi Jekimova Sturm Ave Pajo, Varje Tugim, Aljona Sasova |

| Aufstellung |
| Tor Marina Karzetskaja Abwehr Olga Tsuiko, Hannaliis Jaadla, Heleri Saar, Anastassia Morkovkina Mittelfeld Kaire Palmaru, Reelika Vaher (46. Liis Saharov), Kaidi Jekimova (78. Monika Vehlmann) Sturm Ave Pajo, Varje Tugim, Aljona Sasova Tore: R. Vaher (6.), Jaadla (59.) |

| Aufstellung |
| Tor Marina Karzetskaja Abwehr Olga Tsuiko (38. Monika Vehlmann), Hannaliis Jaadla, Heleri Saar, Anastassia Morkovkina Mittelfeld Kaire Palmaru, Reelika Vaher (13. Annika Sillaots), Kaidi Jekimova, Ave Pajo (62. Karina Puks) Sturm Varje Tugim, Aljona Sasova |

| Aufstellung |
| Tor Getter Laar Abwehr Monika Vehlmann, Hannaliis Jaadla, Heleri Saar, Inna Zlidnis Mittelfeld Liis Lilleste (Triin Väljataga), Kaire Palmaru, Margarita Zernosekova, Kethy Öunpuu Sturm Anzelika Ahmetsina (Pirjo Peterson), Signy Aarna (Katrina Kaarna) Tore: Ahmetsina, Öunpuu, Väljataga |

| Aufstellung |
| Tor Getter Laara Abwehr Monika Vehlmann, Hannaliis Jaadla, Heleri Saar, Liisa Lilleste (80. Pirjo Peterson) Mittelfeld Inna Zlidnis, Kethy Öunpuu (77. Liis Pello), Kaire Palmaru, Margarita Zernosekova Sturm Anzelika Ahmetsina, Liis Emajöe (63. Katrin Kaarna) Tore: Ahmetsina (15.) |

| Aufstellung |
| Tor Getter Laar Abwehr Monika Vehlmann, Hannaliis Jaadla, Heleri Saar, Liisa Lilleste (68. Liis Pello) Mittelfeld Inna Zlidnis, Kethy Öunpuu, Kaire Palmaru (65. Signy Aarna), Margarita Zernosekova Sturm Anzelika Ahmetsina, Liis Emajöe (78. Pirjo Peterson) Tore: Ahmetsina (72.), Zernosekova (81.) |

| Aufstellung |
| Tor Eneli Sarv Abwehr Varje Tugim, Margarita Zernosekova, Anastassia Morkovkina (83. Anzelika Ahmetsina), Kaidi Jekimova Mittelfeld Kaire Palmaru (46. Aljona Sasova), Kethy Öunpuu, Berle Brant (46. Olga Tsuiko), Maarija Mikiver Sturm Kätlin Hein, Ave Pajo |

| Aufstellung |
| Tor Eneli Sarv Abwehr Varje Tugim, Margarita Zernosekova, Katrin Loo, Anastassia Morkovkina (46. Ave Pajo), Mittelfeld Kaidi Jekimova, Maarija Mikiver, Aljona Sasova, Kätlin Hein Sturm Kethy Öunpuu, Olga Tsuiko (23. Berle Prant) |

| Aufstellung |
| Tor Eneli Sarv Abwehr Varje Tugim, Heleri Saar, Margarita Zernosekova, Katrin Loo Mittelfeld Anastassia Morkovkina (46. Ave Pajo), Kaidi Jekimova, Berle Brant, Aljona Sasova (46. Kaire Palmaru / 78. Anzelika Ahmetsina) Sturm Kätlin Hein, Kethy Öunpuu Tore: Zernosekova (48.) |

| Aufstellung |
| Tor Elis Meetua Abwehr Varje Tugim, Pirjo Peterson, Heleri Saar, Berle Brant (83. Inna Zlidnis) Mittelfeld Anzelika Ahmetsina, Kethy Öunpuu (86. Anete Paulus), Ave Pajo (66. Liis Emajöe) Sturm Olga Tsuiko (54. Aljona Malets), Kaidi Jekimova, Margarita Zernosekova Tore: Jekimova (12., 35.), Pajo (61.) |

| Aufstellung |
| Tor Elis Meetua Abwehr Varje Tugim, Pirjo Peterson (28. Anete Paulus), Heleri Saar, Berle Brant (28. Inna Zlidnis) Mittelfeld Anzelika Ahmetsina (64. Liis Emajöe), Kethy Öunpuu, Margarita Zernosekova, Ave Pajo Sturm Olga Tsuiko (46. Aljona Malets), Kaidi Jekimova Tore: Pajo (27., 86.), Malets (56.), Jekimova (57.) |

| Aufstellung |
| Tor Elis Meetua Abwehr Berle Brant, Hannaliis Jaadla, Heleri Saar, Kethy Öunpuu Mittelfeld Anzelika Ahmetsina (Eneli Vals), Margarita Zernosekova (Kaire Palmaru), Kaidi Jekimova Sturm Aljona Sasova, Anete Paulus, Olga Tsuiko (Liis Emajöe) Tore: Jekimova (85.) |

| Aufstellung |
| Tor Elis Meetua Abwehr Hannallis Jaadla (Berle Brant), Heleri Saar, Kethy Öunpuu, Kaire Palmaru Mittelfeld Margarita Zernosekova, Kaidi Jekimova, Aljona Sasova, Liis Emajöe (Kristi Hausenberg) Sturm Anete Paulus, Olga Tsuiko (Eneli Vals) Tore: Zernosekova (02.) |

| Aufstellung |
| Tor Elis Meetua Abwehr Berle Brant (78. Olga Tsuiko), Hannaliis Jaadla, Heleri Saar, Kethy Öunpuu Mittelfeld Anzelika Ahmetsina (10. Eneli Vals / 88. Kristi Hausenberg), Kaire Palmaru, Kaidi Jekimova Sturm Margarita Zernosekova, Aljona Sasova, Anete Paulus Tore: Vals (55.) |

| Aufstellung |
| Tor Elis Meetua Abwehr Kethy Öunpuu, Kaire Palmaru (53. Geit Prants), Heleri Saar (61. Hannaliis Jaadla), Katrin Loo Mittelfeld Liis Emajöe (70. Liis Pello), Ave Pajo (75. Signy Aarna), Inna Zlidnis, Anete Paulus Sturm Aljona Sasova (53. Margarita Zernosekova), Anastassia Morkovkina Tore: Pajo (8., 24., 45.), Emajöe (54.), Aarna (85.) |

| Aufstellung |
| Tor Elis Meetua Abwehr Kethy Öunpuu, Kaire Palmaru, Katrin Loo (73. Geit Prants), Liis Emajöe (53. Kaidi Jekimova) Mittelfeld Ave Pajo (90. Signy Aarna), Inna Zlidnis, Hannaliis Jaadla, Anete Paulus Sturm Aljona Sasova (90. Liis Pello), Anastassia Morkovkina (65. Margarita Zernosekova) Tore: Pajo (59.) |

| Aufstellung |
| Tor Elis Meetua Abwehr Kethy Öunpuu, Kaire Palmaru (82. Kairi Himanen), Kaidi Jekimova (82. Eneli Vals), Heleri Saar Mittelfeld Katrin Loo (86. Liis Pello), Margarita Zernosekova (29. Signy Aarna), Inna Zlidnis (33. Hannaliis Jaadla) Sturm Anete Paulus, Aljona Sasova (62. Geit Prants), Anastassia Morkovkina Tore: Morkovkina (70., 72.), Aarna (83.) |

| Aufstellung |
| Tor Elis Meetua Abwehr Kethy Öunpuu, Geit Prants, Kaire Palmaru (72. Aljona Sasova), Kaidi Jekimova Mittelfeld Heleri Saar, Katrin Loo (90. Eneli Vals), Signy Aarna (86. Hannaliis Jaadla), Inna Zlidnis Sturm Anete Paulus, Anastassia Morkovkina Tore: Morkovkina (26.), Loo (76.) |

| Aufstellung |
| Tor Elis Meetua Abwehr Hannaliis Jaadla, Kaire Palmaru (46. Kairi Himanen), Geit Prants (56. Liis Emajöe), Anete Paulus Mittelfeld Katrin Loo, Anastassia Morkovkina, Ave Pajo, Pille Raadik Sturm Signy Aarna, Kaidi Jekimova (46. Liis Pello) |

| Aufstellung |
| Tor Elis Meetua Abwehr Liis Emajöe, Inna Zlidnis (59. Geit Prants), Anete Paulus, Hannaliis Jaadla Mittelfeld Pille Raadik, Katrin Loo, Aljona Sasova, Ave Pajo (54. Signy Aarna) Sturm Kairi Himanen (70. Kaire Palmaru), Anastassia Morkovkina |

## 2010 bis 2019
|      | Datum      | Gegner                  | Resultat       | Anlass                   | Austragungsort         | Bemerkungen |
| ---- | ---------- | ----------------------- | -------------- | ------------------------ | ---------------------- | --- |
| 85.  | 27.03.2010 | Kroatien                | 3:0            | WM-Qualifikation         | Vrbovec (CRO)          | |
| 86.  | 31.03.2010 | Serbien                 | 0:4            | WM-Qualifikation         | Banatski Dvor (SRB)    | |
| 87.  | 15.05.2010 | Lettland                | 7:1            | Woman Baltic Cup 2010    | Šiauliai (LTU)         | |
| 88.  | 16.05.2010 | Litauen                 | 3:1            | Woman Baltic Cup 2010    | Šiauliai (LTU)         | |
| 89.  | 05.06.2010 | Nordirland              | 2:1            | WM-Qualifikation         | Tallinn                | 1. Länderspiel gegen Nordirland |
| 90.  | 19.06.2010 | Serbien                 | 1:0            | WM-Qualifikation         | Rakvere                | |
| 91.  | 23.06.2010 | Frankreich              | 0:6            | WM-Qualifikation         | Tallinn                | |
| 92.  | 24.07.2010 | Nordirland              | 0:3            | WM-Qualifikation         | Coleraine (NIR)        | |
| 93.  | 22.08.2010 | Kroatien                | 1:1            | WM-Qualifikation         | Tallinn                | |
| 94.  | 25.08.2010 | Island                  | 0:5            | WM-Qualifikation         | Rakvere                | |
| 95.  | 13.02.2011 | Lettland                | 5:0            | Freundschaftsspiel       | Riga (LAT)             | |
| 96.  | 13.05.2011 | Lettland                | 0:2            | Woman Baltic Cup 2011    | Staicele (LAT)         | |
| 97.  | 14.05.2011 | Litauen                 | 3:0            | Woman Baltic Cup 2011    | Staicele (LAT)         | |
| 98.  | 25.08.2011 | Belarus                 | 1:2            | EM-Qualifikation         | Maladsetschna (BLR)    | |
| 99.  | 18.09.2011 | Ukraine                 | 1:4            | EM-Qualifikation         | Tallinn                | 1. Länderspiel gegen die Ukraine |
| 100. | 22.10.2011 | Finnland                | 0:6            | EM-Qualifikation         | Vantaa (FIN)           | 1. Länderspiel gegen Finnland |
| 101. | 26.10.2011 | Slowakei                | 1:3            | EM-Qualifikation         | Senec (SVK)            | |
| 102. | 05.04.2012 | Ukraine                 | 0:5            | EM-Qualifikation         | Sewastopol (UKR)       | |
| 103. | 08.06.2012 | Litauen                 | 3:0            | Woman Baltic Cup 2012    | Tartu                  | |
| 104. | 10.06.2012 | Lettland                | 6:0            | Woman Baltic Cup 2012    | Tartu                  | |
| 105. | 16.06.2012 | Belarus                 | 2:4            | EM-Qualifikation         | Otepää                 | |
| 106. | 25.08.2012 | Slowakei                | 0:2            | EM-Qualifikation         | Haapsalu               | |
| 107. | 15.09.2012 | Finnland                | 0:5            | EM-Qualifikation         | Tallinn                | |
| 108. | 09.11.2013 | Malta                   | 0:2            | Freundschaftsspiel       | Ta'Qali (MLT)          | |
| 109. | 11.11.2013 | Malta                   | 0:2            | Freundschaftsspiel       | Ta'Qali (MLT)          | |
| 110. | 20.03.2013 | Luxemburg               | 1:1            | Freundschaftsspiel       | Mertzig (LUX)          | |
| 111. | 30.03.2013 | Lettland                | 5:3            | Freundschaftsspiel       | Riga (LAT)             | |
| 112. | 24.08.2013 | Lettland                | 0:0            | Woman Baltic Cup 2013    | Vilnius (LTU)          | |
| 113. | 25.08.2013 | Litauen                 | 4:0            | Woman Baltic Cup 2013    | Vilnius (LTU)          | |
| 114. | 10.09.2013 | Wales                   | 2:3            | Freundschaftsspiel       | Haapsalu               | |
| 115. | 20.09.2013 | Italien                 | 1:5            | WM 2015-Qualifikation    | Tallinn                | Erstes Spiel gegen Italien |
| 116. | 27.10.2013 | Spanien                 | 0:6            | WM 2015-Qualifikation    | Collado Villalba (ESP) | Erstes Spiel gegen Spanien |
| 117. | 30.10.2013 | Mazedonien              | 2:0            | WM 2015-Qualifikation    | Strumica (MKD)         | Kaire Palmaru wird mit ihrem 75. Länderspiel neue Rekordnationalspielerin                                                                    |
| 118. | 01.03.2014 | Lettland                | 8:2            | Freundschaftsspiel       | Tallinn                | |
| 119. | 03.03.2014 | Nordirland              | 0:1            | Freundschaftsspiel       | Belfast (NIR)          | |
| 120. | 05.03.2014 | Nordirland              | 0:1            | Freundschaftsspiel       | Bangor (NIR)           | |
| 121. | 26.04.2014 | Tschechien              | 0:6            | WM 2015-Qualifikation    | Opava (CZE)            | |
| 122. | 08.05.2014 | Spanien                 | 0:5            | WM 2015-Qualifikation    | Tallinn                | |
| 123. | 07.06.2014 | Lettland                | 4:0            | Woman Baltic Cup 2014    | Šiauliai (LTU)         | |
| 124. | 08.06.2014 | Litauen                 | 3:0            | Woman Baltic Cup 2014    | Šiauliai (LTU)         | |
| 125. | 15.06.2014 | Mazedonien              | 1:1            | WM 2015-Qualifikation    | Haapsalu               | |
| 126. | 19.06.2014 | Rumänien                | 0:2            | WM 2015-Qualifikation    | Haapsalu               | |
| 127. | 16.07.2014 | Polen                   | 1:5            | Freundschaftsspiel       | Pruszków (POL)         | |
| 128. | 20.08.2014 | Tschechien              | 1:4            | WM 2015-Qualifikation    | Tallinn                | |
| 129. | 13.09.2014 | Italien                 | 0:4            | WM 2015-Qualifikation    | Vercelli (ITA)         | |
| 130. | 17.09.2014 | Rumänien                | 3:0            | WM 2015-Qualifikation    | Iași (ROM)             | Das Spiel endete 0:2, wurde aber nachträglich als 3:0 gewertet.                                                                              |
| 131. | 06.02.2015 | Lettland                | 2:0            | Freundschaftsspiel       | Tallinn                | |
|      | 25.02.2015 | Litauen                 | 3:0            | Freundschaftsspiel       | Tallinn                | Das Spiel wird vom estnischen Verband nicht gelistet                                                                                         |
|      | 26.02.2015 | Litauen                 | 2:0            | Freundschaftsspiel       | Tallinn                | Das Spiel wird vom estnischen Verband nicht gelistet                                                                                         |
| 132. | 20.05.2015 | Niederlande             | 0:7            | Freundschaftsspiel       | Rotterdam (NLD)        | Erstes Spiel gegen die Niederlande |
| 133. | 28.08.2015 | Lettland                | 1:0            | Freundschaftsspiel       | Tallinn                | 75. und letztes Länderspiel von Rekordtorschützin Anastassia Morkovkina                                                                      |
| 134. | 30.08.2015 | Litauen                 | 1:1            | Freundschaftsspiel       | Tallinn                | |
| 135. | 17.09.2015 | Serbien                 | 0:1            | EM-Qualifikation         | Tartu                  | |
| 136. | 21.09.2015 | England                 | 0:8            | EM-Qualifikation         | Tallinn                | Erstes Spiel gegen England |
| 137. | 13.10.2015 | Malta                   | 1:1            | Freundschaftsspiel       | Tallinn                | |
| 138. | 15.10.2015 | Malta                   | 0:3            | Freundschaftsspiel       | Tallinn                | |
| 139. | 23.10.2015 | Bosnien und Herzegowina | 0:4            | EM-Qualifikation         | Zenica (BIH)           | Erstes Spiel gegen Bosnien und Herzegowina                                                                                                   |
| 140. | 27.10.2015 | Serbien                 | 0:3            | EM-Qualifikation         | Pećinci (SRB)          | |
| 141. | 11.03.2016 | Zypern                  | 0:1            | Aphrodite Cup            | Parekklisia (CYP)      | Erstes Spiel gegen Zypern |
| 142. | 13.03.2016 | Malta                   | 0:2            | Aphrodite Cup            | Parekklisia (CYP)      | |
| 143. | 15.03.2016 | Israel                  | 0:2            | Aphrodite Cup            | Parekklisia (CYP)      | |
| 144. | 16.03.2016 | Litauen                 | 3:0            | Aphrodite Cup            | Parekklisia (CYP)      | |
| 145. | 12.04.2016 | Belgien                 | 0:6            | EM-Qualifikation         | Löwen (BEL)            | Erstes Spiel gegen Belgien |
| 146. | 03.06.2016 | Belgien                 | 0:5            | EM-Qualifikation         | Tartu                  | |
| 147. | 06.06.2016 | Bosnien und Herzegowina | 0:1            | EM-Qualifikation         | Tartu                  | 100. Länderspiel von Kaire Palmaru |
| 148. | 04.08.2016 | Färöer                  | 2:2            | Baltic-Cup               | Riga (LAT)             | |
| 149. | 05.08.2016 | Lettland                | 0:2            | Baltic-Cup               | Riga (LAT)             | |
| 150. | 07.08.2016 | Litauen                 | 1:1            | Baltic-Cup               | Riga (LAT)             | |
| 151. | 15.09.2016 | England                 | 0:5            | EM-Qualifikation         | Nottingham (ENG)       | |
| 152. | 11.03.2017 | Bahrain                 | 3:0            | Aphrodite Cup            | Parekklisia (CYP)      | |
| 153. | 13.03.2017 | Litauen                 | 0:0            | Aphrodite Cup            | Parekklisia (CYP)      | |
| 154. | 15.03.2017 | Lettland                | 0:0; 4:5 i. E. | Aphrodite Cup Finale     | Parekklisia (CYP)      | |
| 155. | 06.04.2017 | Lettland                | 0:4            | WM 2019-Vorqualifikation | Tiflis (GEO)           | |
| 156. | 08.04.2017 | Georgien                | 1:2            | WM 2019-Vorqualifikation | Tiflis (GEO)           | |
| 157. | 11.04.2017 | Kasachstan              | 0:1            | WM 2019-Vorqualifikation | Tiflis (GEO)           | |
| 158. | 10.06.2017 | Belarus                 | 1:1            | Freundschaftsspiel       | Minsk (BLR)            | |
| 159. | 04.08.2017 | Litauen                 | 0:0            | Baltic-Cup               | Šiauliai (LTU)         | |
| 160. | 05.08.2017 | Lettland                | 0:3            | Baltic-Cup               | Šiauliai (LTU)         | |
|      | 17.09.2017 | Jordanien               |                | Freundschaftsspiel       | Tallinn                | Abgesagt wegen Visa-Problemen der jordanischen Mannschaft, stattdessen spielte Estland gegen HJK Helsinki. Das Spiel wurde mit 1:2 verloren. |
| 161. | 19.10.2017 | Polen                   | 0:6            | Freundschaftsspiel       | Ostróda (POL)          | |
| 162. | 05.02.2018 | Malta                   | 1:0            | Freundschaftsspiel       | Ta'Qali (MLT)          | |
| 163. | 08.02.2018 | Malta                   | 1:4            | Freundschaftsspiel       | Ta'Qali (MLT)          | |
| 164. | 04.04.2018 | Türkei                  | 2:3            | Freundschaftsspiel       | Riva (TUR)             | |
| 165. | 07.04.2018 | Türkei                  | 0:3            | Freundschaftsspiel       | Riva (TUR)             | |
| 166. | 31.08.2018 | Litauen                 | 0:0            | Baltic Cup               | Tallinn                | |
| 167. | 02.09.2018 | Lettland                | 0:2            | Baltic Cup               | Tallinn                | |
| 168. | 04.10.2018 | Polen                   | 0:3            | Freundschaftsspiel       | Tartu                  | |
| 169. | 07.10.2018 | Luxemburg               | 4:0            | Freundschaftsspiel       | Weidingen (LUX)        | |
| 170. | 08.11.2018 | Ungarn                  | 0:4            | Freundschaftsspiel       | Telki (HUN)            | |
| 171. | 27.02.2019 | Malta                   | 0:0            | Aphrodite Cup            | Limassol (CYP)         | |
| 172. | 28.02.2019 | Litauen                 | 1:0            | Aphrodite Cup            | Limassol (CYP)         | |
| 173. | 02.03.2019 | Zypern                  | 0:1            | Aphrodite Cup            | (CYP)                  | |
| 174. | 03.04.2019 | Aserbaidschan           | 1:0            | Freundschaftsspiel       | Baku (AZE)             | |
| 175. | 06.04.2019 | Aserbaidschan           | 0:0            | Freundschaftsspiel       | Baku (AZE)             | |
| 176. | 14.06.2019 | Lettland                | 0:3            | Baltic Cup               | Riga (LVA)             | 100. Länderspiel von Katrin Loo |
| 177. | 15.06.2019 | Litauen                 | 0:2            | Baltic Cup               | Baldone (LVA)          | |
| 178. | 18.06.2019 | Belarus                 | 0:1            | Freundschaftsspiel       | Tallinn                | |
| 179. | 30.08.2019 | Niederlande             | 0:7            | EM-Qualifikation         | Tallinn                | Erstes Spiel gegen einen Europameister |
| 180. | 03.09.2019 | Russland                | 0:4            | EM-Qualifikation         | Moskau (RUS)           | Erstes Spiel gegen Russland |
| 181. | 04.10.2019 | Türkei                  | 0:0            | EM-Qualifikation         | Istanbul (TUR)         | 100. Länderspiel von Kethy Õunpuu |
| 182. | 08.10.2019 | Kosovo                  | 1:2            | EM-Qualifikation         | Tartu                  | Erstes Spiel gegen das Kosovo |
| 183. | 07.11.2019 | Belarus                 | 0:2            |                          | Minsk (BLR)            | |
| 184. | 10.11.2019 | Belarus                 | 0:0            |                          | Minsk (BLR)            | Katrin Loo wird mit ihrem 108. Länderspiel alleinige Rekordnationalspielerin                                                                 |

## Ab 2020
|      | Datum      | Gegner         | Resultat            | Anlass                              | Austragungsort            | Bemerkungen |
| ---- | ---------- | -------------- | ------------------- | ----------------------------------- | ------------------------- | --- |
| 185. | 06.03.2020 | Wales          | 0:2                 |                                     | Wrexham (WAL)             | |
| 186. | 09.03.2020 | Färöer         | 1:1                 |                                     | Tórshavn (FRO)            | |
| 187. | 12.08.2020 | Lettland       | 1:0                 |                                     | Tallinn                   | |
| 188. | 18.09.2020 | Kosovo         | 0:2                 | EM-Qualifikation                    | Pristina (KOS)            | |
| 189. | 22.09.2020 | Russland       | 0:3                 | EM-Qualifikation                    | Jūrmala (LVA)             | |
| 190. | 23.10.2020 | Niederlande    | 0:7                 | EM-Qualifikation                    | Groningen (NLD)           | |
| 191. | 27.11.2020 | Türkei         | 0:4                 | EM-Qualifikation                    | Tallinn                   | |
| 192. | 01.12.2020 | Slowenien      | 0:2                 | EM-Qualifikation                    | Koper (SVN)               | Erstes Spiel gegen Slowenien                                                                                    |
| 193. | 23.02.2021 | Slowenien      | 0:9                 | EM-Qualifikation                    | Tallinn                   | |
| 194. | 10.06.2021 | Färöer         | 1:1 n. V. 4:5 i. E. | Baltic-Cup Halbfinale               | Jonava (LTU)              | |
| 195. | 13.06.2021 | Lettland       | 4:1                 | Baltic-Cup Spiel um Platz 3         | Jonava (LTU)              | |
| 196. | 17.09.2021 | Slowenien      | 0:4                 | WM-Qualifikation                    | Pärnu                     | |
| 197. | 21.09.2021 | Wales          | 0:1                 | WM-Qualifikation                    | Pärnu                     | |
| 198. | 22.10.2021 | Frankreich     | 0:11                | WM-Qualifikation                    | Créteil (FRA)             | |
| 199. | 26.10.2021 | Wales          | 0:4                 | WM-Qualifikation                    | Cardiff (WAL)             | |
| 200. | 26.11.2021 | Slowenien      | 0:6                 | WM-Qualifikation                    | Nova Gorica (SVN)         | 100. Länderspiel von Signy Aarna und 200. offizielles Spiel der Estninnen.                                      |
| 201. | 08.04.2022 | Griechenland   | 1:3                 | WM-Qualifikation                    | Tallinn                   | Erstes Spiel gegen Griechenland                                                                                 |
| 202. | 12.04.2022 | Griechenland   | 0:3                 | WM-Qualifikation                    | Patras (GRC)              | |
| 203. | 28.06.2022 | Kasachstan     | 4:2                 | WM-Qualifikation                    | Pärnu                     | |
| 204. | 02.09.2022 | Frankreich     | 0:9                 | WM-Qualifikation                    | Tallinn                   | |
| 205  | 06.09.2022 | Kasachstan     | 2:0                 | WM-Qualifikation                    | Qaraghandy (KAZ)          | Kethy Õunpuu löst mit ihrem 115. Länderspiel Katrin Loo als Rekordnationalspielerin ab.                         |
| 206  | 06.10.2022 | Litauen        | 4:1                 | Baltic-Cup Halbfinale               | Tartu                     | |
| 207  | 09.10.2022 | Färöer         | 3:1                 | Baltic-Cup Finale                   | Tartu                     | |
| 208  | 10.11.2022 | Montenegro     | 1:1                 |                                     | Bar (MNE)                 | Erstes Spiel gegen Montenegro                                                                                   |
| 209  | 14.11.2022 | Montenegro     | 2:1                 |                                     | Bar (MNE)                 | |
| 210  | 15.02.2023 | Kosovo         | 1:2                 | Turkish Women's Cup                 | Alanya (TUR)              | |
| 211  | 21.02.2023 | Nordmazedonien | 1:1                 | Turkish Women's Cup                 | Alanya (TUR)              | |
| 212  | 07.04.2023 | Malta          | 1:2                 |                                     | Tallinn                   | |
| 213  | 11.04.2023 | Ukraine        | 0:1                 |                                     | Tallinn                   | |
| 214  | 14.07.2023 | Türkei         | 0:3                 |                                     | Tallinn                   | |
| 215  | 17.07.2023 | Türkei         | 2:2                 |                                     | Tallinn                   | |
| 216  | 22.09.2023 | Kasachstan     | 0:0                 | UEFA Women’s Nations League 2023/24 | Tartu                     | |
| 217  | 26.09.2023 | Israel         | 0:5                 | UEFA Women’s Nations League 2023/24 | Tartu                     | |
| 218  | 27.10.2023 | Armenien       | 4:1                 | UEFA Women’s Nations League 2023/24 | Jerewan (ARM)             | 100. Länderspiel von Kristina Bannikova                                                                         |
| 219  | 31.10.2023 | Armenien       | 5:1                 | UEFA Women’s Nations League 2023/24 | Tallinn                   | |
| 220  | 01.12.2023 | Kasachstan     | 1:0                 | UEFA Women’s Nations League 2023/24 | Astana (KAZ)              | |
| 221  | 05.12.2023 | Israel         | 1:4                 | UEFA Women’s Nations League 2023/24 | Tikwa (HUN)               | Das Spiel hätte in Ramat Gan stattfinden sollen, wurde jedoch wegen des Angriffs auf Israel nach Telki verlegt. |
| 222  | 20.02.2024 | Indien         | 3:4                 | Turkish Women's Cup                 | Alanya (TUR)              | Erstes Spiel gegen Indien                                                                                       |
| 223  | 24.02.2024 | Kosovo         | 0:3                 | Turkish Women's Cup                 | Alanya (TUR)              | |
| 224  | 27.02.2024 | Hongkong       | 1:0                 | Turkish Women's Cup                 | Alanya (TUR)              | Erstes Spiel gegen Hongkong                                                                                     |
| 225  | 09.04.2024 | Albanien       | 0:2                 | EM-Qualifikation                    | Tirana (ALB)              | Erstes Spiel gegen Albanien                                                                                     |
| 226  | 31.05.2024 | Albanien       | 1:2                 | EM-Qualifikation                    | Tallinn                   | |
| 227  | 12.07.2024 | Luxemburg      | 1:1                 | EM-Qualifikation                    | Esch an der Alzette (LUX) | |
| 228  | 16.07.2024 | Luxemburg      | 1:1                 | EM-Qualifikation                    | Tartu                     | |
| 229  | 24.10.2024 | Litauen        | 2:2, 3:1 i. E.      | Baltic-Cup Halbfinale               | Riga (LVA)                | |
| 230  | 27.10.2024 | Lettland       | 1:0                 | Baltic-Cup Finale                   | Riga (LVA)                | |
| 231  | 29.11.2024 | Kosovo         | 0:8                 |                                     | Pristina (KOZ)            | 100. Länderspiel von Inna Kiss-Zlidnis                                                                          |
| 232  | 02.12.2024 | Kosovo         | 2:1                 |                                     | Pristina (KOZ)            | |
| 233  | 20.02.2025 | Puerto Rico    | 0:1                 |                                     | Alanya (TUR)              | Erstes Spiel gegen Puerto Rico                                                                                  |
| 234  | 25.02.2025 | Israel         | 1:3                 | Nations League                      | Győr (HUN)                | |
| 235  | 04.04.2025 | Bulgarien      | 0:0                 | Nations League                      | Tallinn                   | |
| 236  | 08.04.2025 | Lettland       | 1:1                 |                                     | Riga (LVA)                | |
| 237  | 30.05.2025 | Israel         | 0:3                 | Nations League                      | Tallinn                   | |
| 238  | 03.06.2025 | Bulgarien      | 1:0                 | Nations League                      | Plowdiw (BGR)             | |
| 239  | 28.06.2025 | Kosovo         | 0:1                 |                                     | Tallinn                   | |
| 240  | 01.07.2025 | Kosovo         | 2:2                 |                                     | Tallinn                   | |

.

## Statistik
Inkl. zwei vom estnischen Verband nicht gezählten Spielen.

### Anlässe
| WM-Qualifikation          | 53  | 09 | 03  | 41  | 039:212 |
| EM-Qualifikationsspiele   | 53  | 01 | 04  | 48  | 023:230 |
| Baltic Cup                | 47  | 24 | 109 | 13  | 100:52  |
| Freundschaftsspiele       | 53  | 15 | 11  | 27  | 065:100 |
| Verschiedene Turniere     | 16  | 04 | 04  | 08  | 21:31   |
| Spiele beim Aphrodite Cup | 10  | 03 | 03  | 04  | 7:6     |
| Nations League            | 10  | 04 | 02  | 04  | 13:17   |
| Gesamt                    | 242 | 60 | 037 | 145 | 268:648 |
| 1. 2. 3. 4.               |     |    |     |     |         |

### Gegner
| AFC (Asien)                                 | 003 | 002 | 000 | 001 | 07:04   |
| OFC (Ozeanien)                              | 001 | 000 | 000 | 001 | 01:05   |
| UEFA (Europa)                               | 237 | 058 | 037 | 142 | 260:638 |
| CONCACAF (Nord- und Mittelamerika, Karibik) | 001 | 000 | 000 | 001 | 0:1     |
| Gesamt                                      | 242 | 060 | 037 | 145 | 268:648 |
| 1. 2.                                       |     |     |     |     |         |

### Länderspielbilanzen
| Land                    | Sp. | S   | U   | N   | Torverhältnis | Wichtige Begegnungen                                                                                           |
| ----------------------- | --- | --- | --- | --- | ------------- | --- |
| Albanien                | 002 | 000 | 0   | 02  | 01:04         | EM-Qualifikation 2025                                                                                          |
| Armenien                | 004 | 003 | 0   | 01  | 13:04         | Nations League 2023/24                                                                                         |
| Aserbaidschan           | 003 | 001 | 03  | 01  | 03:03         | EM-Qualifikation 1. Runde 2009                                                                                 |
| Australien              | 001 | 000 | 0   | 01  | 01:05         | |
| Bahrain                 | 001 | 001 | 0   | 0   | 03:0          | |
| Belarus                 | 012 | 000 | 02  | 10  | 06:37         | EM-Qualifikation Kategorie B 1997, 2001, 2005, EM-Qualifikation 2013                                           |
| Belgien                 | 002 | 000 | 0   | 02  | 00:11         | EM-Qualifikation 2017                                                                                          |
| Bosnien und Herzegowina | 002 | 000 | 0   | 02  | 00:05         | EM-Qualifikation 2017                                                                                          |
| Bulgarien               | 003 | 001 | 01  | 01  | 01:05         | EM-Qualifikation 1. Runde 2009; Nations League 2025                                                            |
| England                 | 002 | 000 | 0   | 02  | 00:13         | EM-Qualifikation 2017                                                                                          |
| Färöer                  | 005 | 001 | 03  | 01  | 08:07         | |
| Finnland                | 002 | 000 | 0   | 02  | 00:11         | EM-Qualifikation 2013                                                                                          |
| Frankreich              | 004 | 000 | 0   | 04  | 00:38         | WM-Qualifikation 2011, 2023                                                                                    |
| Georgien                | 001 | 000 | 0   | 01  | 01:02         | WM-Vorqualifikation 2019                                                                                       |
| Griechenland            | 002 | 000 | 0   | 02  | 01:06         | WM-Qualifikation 2023                                                                                          |
| Hongkong                | 001 | 001 | 0   | 0   | 01:0          | |
| Indien                  | 001 | 000 | 0   | 01  | 03:04         | |
| Island                  | 002 | 000 | 0   | 02  | 00:17         | WM-Qualifikation 2011                                                                                          |
| Israel                  | 013 | 000 | 0   | 13  | 10:51         | WM-Qualifikation Kategorie B 2003, 2007; EM-Qualifikation Kategorie B 2001, 2005; Nations League 2023/24, 2025 |
| Italien                 | 002 | 000 | 0   | 02  | 01:09         | WM-Qualifikation 2015                                                                                          |
| Kasachstan              | 009 | 005 | 02  | 02  | 13:09         | WM-Vorqualifikation 2019; EM-Qualifikation Kategorie B 2005; WM-Qualifikation 2023; Nations League 2023/24     |
| Kosovo                  | 008 | 001 | 01  | 06  | 06:20         | EM-Qualifikation 2022                                                                                          |
| Kroatien                | 005 | 001 | 01  | 03  | 05:10         | WM-Qualifikation Kategorie B 2003, WM-Qualifikation 2011                                                       |
| Lettland                | 033 | 020 | 04  | 09  | 81:36         | WM-Vorqualifikation 2019                                                                                       |
| Litauen                 | 033 | 016 | 09  | 08  | 59:35         | WM-Qualifikation Kategorie B 1999                                                                              |
| Luxemburg               | 004 | 001 | 03  | 0   | 07:03         | EM-Qualifikation 2025                                                                                          |
| Malta                   | 011 | 001 | 03  | 07  | 05:18         | |
| Moldau                  | 002 | 001 | 0   | 01  | 04:05         | WM-Qualifikation Kategorie B 2007                                                                              |
| Montenegro              | 002 | 001 | 01  | 0   | 03:02         | |
| Niederlande             | 003 | 000 | 0   | 03  | 00:21         | EM-Qualifikation 2022                                                                                          |
| Nordirland              | 004 | 001 | 0   | 03  | 02:06         | WM-Qualifikation 2011                                                                                          |
| Nordmazedonien          | 004 | 001 | 03  | 0   | 05:03         | WM-Qualifikation 2015                                                                                          |
| Polen                   | 007 | 000 | 0   | 07  | 01:41         | EM-Qualifikation Kategorie B 1997; WM-Qualifikation Kategorie B 2003                                           |
| Puerto Rico             | 001 | 000 | 0   | 01  | 00:01         | |
| Rumänien                | 007 | 001 | 0   | 06  | 07:35         | EM-Qualifikation Kategorie B 2001, 1. Runde 2009; WM-Qualifikation Kategorie B 2003, WM-Qualifikation 2015     |
| Russland                | 002 | 000 | 0   | 02  | 00:07         | EM-Qualifikation 2022                                                                                          |
| Schottland              | 002 | 000 | 0   | 0   | 01:14         | WM-Qualifikation Kategorie B 1999                                                                              |
| Serbien                 | 005 | 001 | 0   | 03  | 01:08         | WM-Qualifikation 2011; EM-Qualifikation 2015                                                                   |
| Slowakei                | 004 | 000 | 0   | 04  | 02:12         | EM-Qualifikation Kategorie B 2001, EM-Qualifikation 2013                                                       |
| Slowenien               | 004 | 000 | 0   | 04  | 00:21         | EM-Qualifikation 2022; WM-Qualifikation 2023                                                                   |
| Spanien                 | 002 | 000 | 0   | 02  | 00:11         | WM-Qualifikation 2015                                                                                          |
| Tschechien              | 006 | 000 | 0   | 06  | 01:42         | EM-Qualifikation Kategorie B 1997; WM-Qualifikation Kategorie B 1999, WM-Qualifikation 2015                    |
| Türkei                  | 008 | 001 | 02  | 05  | 09:22         | |
| Ukraine                 | 003 | 000 | 0   | 03  | 01:10         | EM-Qualifikation 2013                                                                                          |
| Ungarn                  | 001 | 000 | 0   | 01  | 00:04         | |
| Wales                   | 006 | 000 | 01  | 05  | 02:17         | WM-Qualifikation Kategorie B 2007, WM-Qualifikation 2023                                                       |
| Zypern                  | 002 | 000 | 0   | 02  | 00:02         | |
| Gesamt                  | 242 | 060 | 037 | 145 | 268:648       | |
| 1. 2. 3.                |     |     |     |     |               | |

### Spielorte
| Anlass                     | Anzahl | Siege | Remis | Niederlagen | Torverhältnis |
| -------------------------- | ------ | ----- | ----- | ----------- | ------------- |
| Heimspiele                 | 94     | 24    | 11    | 59          | 115 : 264     |
| Spiele auf neutralem Platz | 45     | 14    | 11    | 20          | 68 : 70       |
| Auswärtsspiele             | 103    | 22    | 15    | 66          | 85 : 314      |

1. ↑  Davon 2 Spiele im Elfmeterschießen verloren und 1 Spiel gewonnen

### Austragungsorte von Heimspielen
| Stadt      | Spiele | Siege | Remis | Nieder- lagen | Tor- verhältnis | Tor- differenz | erstes Spiel  | letztes Spiel |
| ---------- | ------ | ----- | ----- | ------------- | --------------- | -------------- | ------------- | ------------- |
| Tallinn    | 046    | 09    | 07    | 30            | 45:149          | −104           | 14. Okt. 1995 | 1. Juli 2025  |
| Pärnu      | 015    | 07    | 01    | 07            | 33:33           | ±0             | 27. Mai 1995  | 28. Juni 2022 |
| Tartu      | 012    | 04    | 02    | 06            | 18:30           | -02            | 8. Juni 2012  | 16. Juli 2024 |
| Haapsalu   | 005    | 0     | 01    | 04            | 04:13           | −09            | 23. Aug. 1997 | 19. Juni 2014 |
| Valga      | 004    | 01    | 0     | 03            | 05:20           | −15            | 16. Sep. 1999 | 18. Juni 2006 |
| Rakvere    | 003    | 01    | 0     | 02            | 02:08           | −06            | 2. Juli 2008  | 25. Aug. 2010 |
| Põlva      | 002    | 02    | 0     | 0             | 06:0            | +06            | 24. Apr. 2009 | 26. Apr. 2009 |
| Kuressaare | 002    | 0     | 0     | 02            | 00:07           | −07            | 4. Sep. 1999  | 18. Apr. 2002 |
| Paide      | 002    | 0     | 0     | 02            | 00:07           | −07            | 27. Juni 2008 | 29. Juni 2008 |
| Viljandi   | 002    | 0     | 0     | 02            | 00:03           | −03            | 3. Juli 1997  | 5. Juli 1997  |
| Otepää     | 001    | 0     | 0     | 01            | 02:04           | −02            | 16. Juni 2012 | 16. Juni 2012 |